# Marie von Mecklenburg-Schwerin

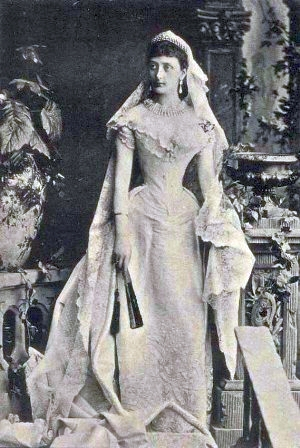
Marie, Herzogin zu Mecklenburg (vermutlich 1881)

Marie, Herzogin zu Mecklenburg [-Schwerin], geborene Prinzessin Windisch-Graetz (* 11. Dezember 1856 in Wien; † 9. Juli 1929 in Ludwigslust, vollständiger Name Marie Gabriele Ernestine Alexandra) war durch Heirat Angehörige des großherzoglichen Hauses von Mecklenburg-Schwerin und eine deutsch-österreichische Archäologin.

## Leben
Marie, Prinzessin von Windisch-Graetz, war das vierte Kind und die dritte Tochter von Prinz (ab 1867: Fürst) Hugo von Windisch-Graetz und seiner Frau Luise, Herzogin zu Mecklenburg(-Schwerin). Nach dem frühen Tod der Mutter, als Marie drei Jahre alt war, wuchs sie mit ihren Schwestern zeitweise am Hof ihres Onkels, Großherzog Friedrich Franz II. in Schwerin und Ludwigslust auf. Nähere Angaben zu ihrem frühen Leben und ihrer Ausbildung sind nicht bekannt.
Am 5. Mai 1881 heiratete sie Herzog Paul Friedrich von Mecklenburg-Schwerin, einen ihrer Cousins. Das Paar lebte auf Schloss Ludwigslust und bekam fünf Kinder, von denen zwei schon in jungen Jahren verstarben. Die Familie reiste viel, wodurch ihre Tochter Marie Antoinette und ihr Sohn Heinrich Borwin in Venedig, ein weiteres ihrer Kinder in Algerien zur Welt kam. Marie war wie ihre Söhne Paul Friedrich und Heinrich Borwin begeisterte Leserin von Karl Mays Büchern. Mit ihnen besuchte sie May einmal in Radebeul.

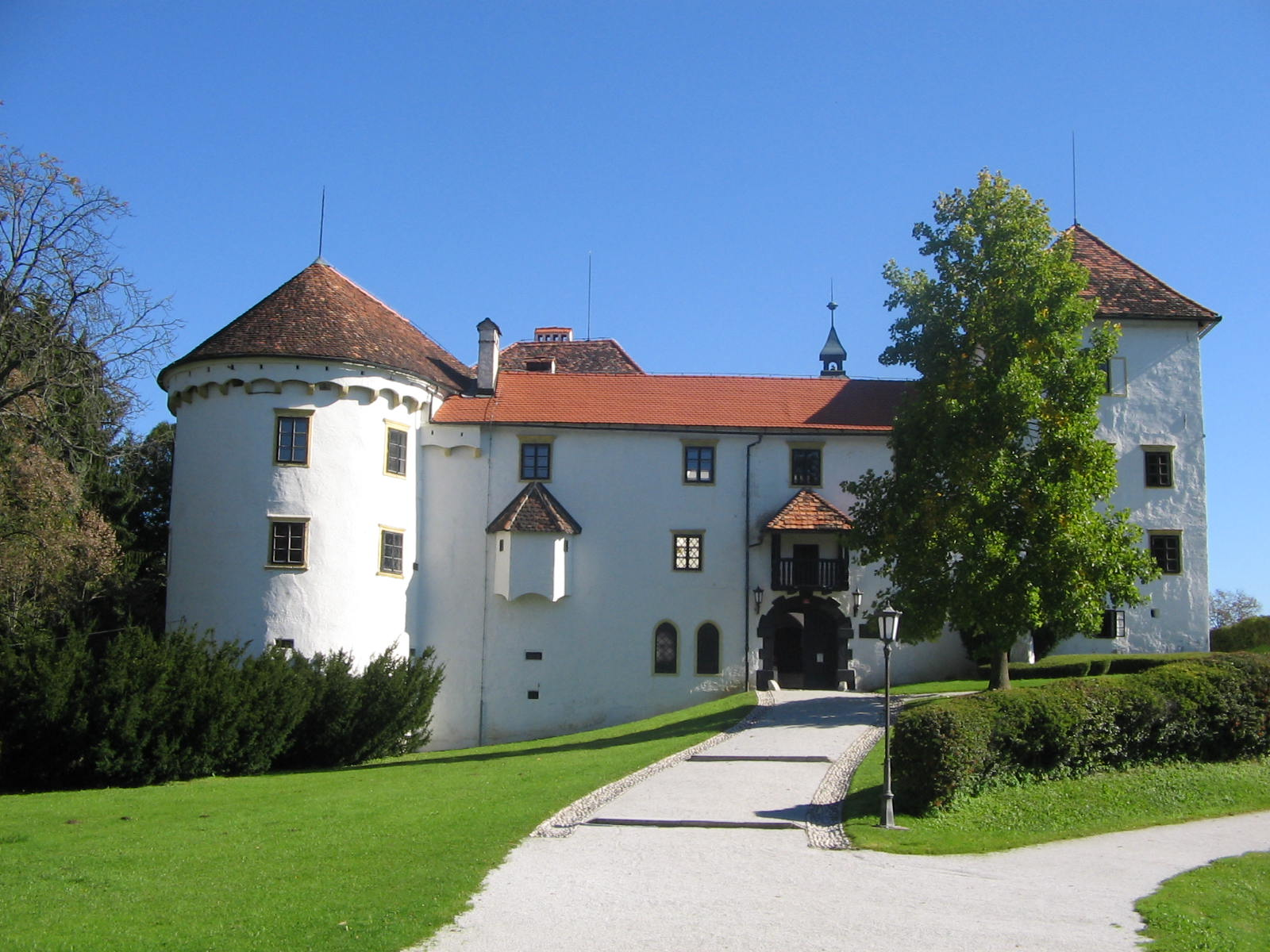
Schloss Wagensberg

Herzogin Marie galt als verschwenderisch, und die bald auftretenden Finanzprobleme des Herzogspaares führten dazu, dass Großherzog Friedrich Franz IV. es Anfang März 1906 entmündigen und unter die Kuratel von Oberlandstallmeister Christian von Stenglin stellen ließ.
Marie, deren Vater 1904 verstorben war, zog daraufhin zu ihrer Familie auf deren Besitzungen in Krain und lebte auf Schloss Wagensberg (Bogenšperk) bei Litija. Mit dem Ausbruch des Ersten Weltkrieges musste Marie jedoch mit ihrer Familie Krain verlassen. Sie lebte während des Krieges in Berlin und Mecklenburg. Nach Kriegsende kehrte sie auf Schloss Wagensberg zurück, das nun im Königreich der Serben, Kroaten und Slowenen lag. Sie starb bei einem Aufenthalt in Ludwigslust und wurde im Louisen-Mausoleum im Schlosspark Ludwigslust beigesetzt.

### Archäologie

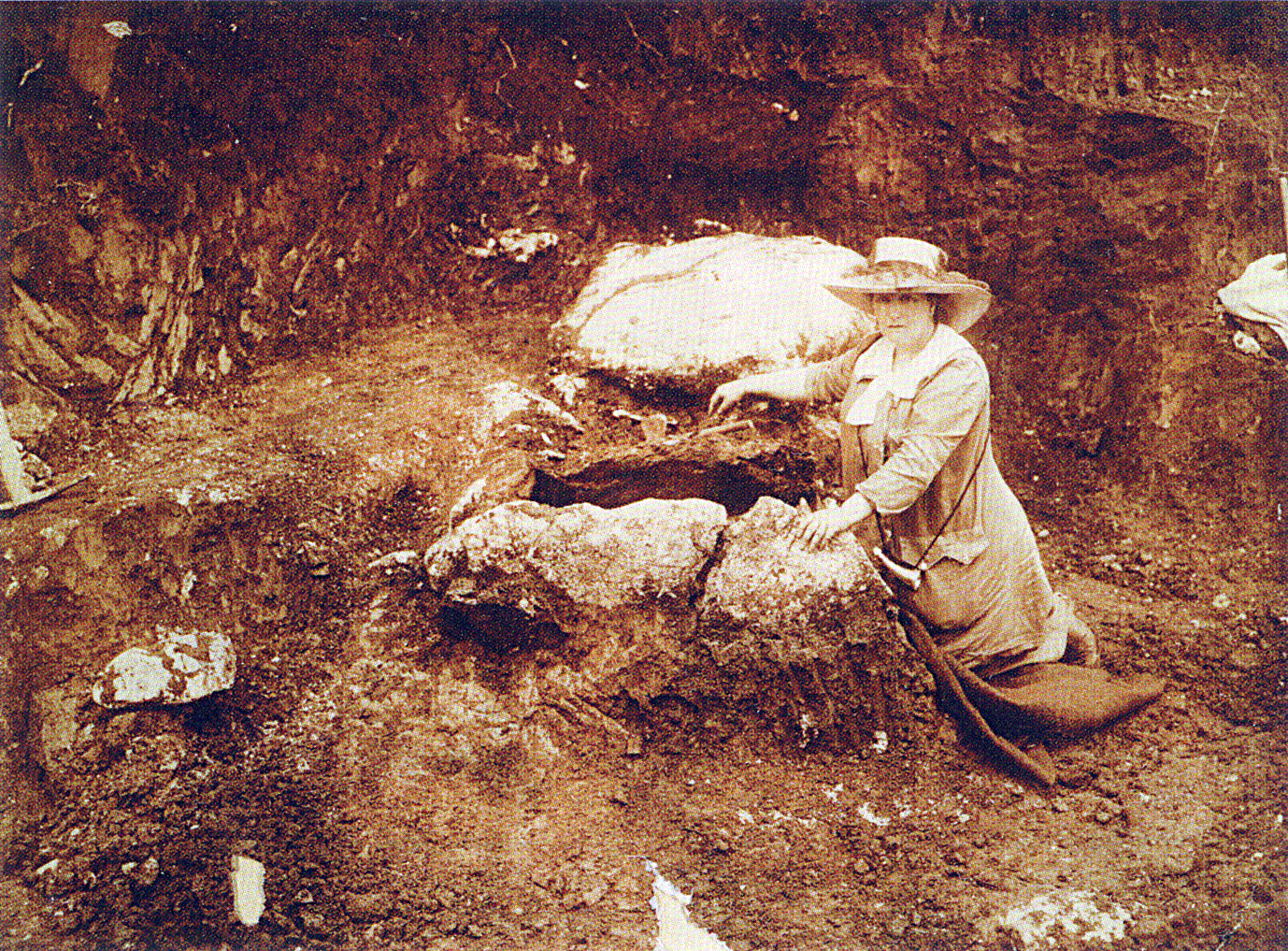
Marie Gabriele Ernestine Alexandra Herzogin von Mecklenburg bei Ausgrabungen in Hallstatt im Herbst 1907.

Auf Schloss Wagensberg entwickelte sich Maries Interesse für die Vorgeschichte Krains, möglicherweise hatte sie auch schon früher Interesse an Prähistorie. Im Alter von 49 Jahren begann sie mit Ausgrabungen in der Umgebung ihres Schlosses. Dabei förderte sie diverse Zeugnisse vor allem der Krainer und slowenischen Eisenzeit, insbesondere der Hallstattzeit, zutage. Sie ging mit wissenschaftlicher Genauigkeit vor, was sie von den vielen anderen adligen Schatzgräbern der Zeit unterschied. Marie war die erste Frau, die planmäßige, organisierte Ausgrabungen in der Region durchführte. Zu den Grabungsorten gehören mehrere noch heute wichtige Fundorte wie Stična, Magdalenska Gora, Vinica und Hallstatt (1907). 1906 ging sie eine geheime Ausgrabungs-Partnerschaft mit Alfred Götze und Friedrich Rathgen ein, die es Alfred Götze ermöglichte, in Stična einen Tumulus für die prähistorische Abteilung des Berliner Museums für Völkerkunde zu ergraben und gleichzeitig Marie für ihre eigenen Ausgrabungen anzuleiten.
Marie leitete die Ausgrabungen nicht nur, sie nahm, was Fotografien beweisen, auch aktiv an den Grabungen teil. Die Hallstatt-Grabung von 1907 war von Kaiser Franz Joseph I. unterstützt und mitfinanziert worden. Als ihre eigenen Mittel ausgegangen waren, machte sie 1913 ihrem Cousin Kaiser Wilhelm II. ein spektakuläres Geschenk: den Brustpanzer von Stična, das bisher wertvollste Fundstück. Das Geschenk verfehlte seine Wirkung nicht. Der Kaiser ließ den Brustpanzer durch Carl Schuchhardt begutachten, der ihn für einzigartig erklärte, und der Herzogin daraufhin einen Grabungszuschuss von 100.000 Reichsmark auszahlen. Durch diese großzügige Unterstützung konnte sie ihre Ausgrabungstätigkeit bis zum Ausbruch des Ersten Weltkriegs fortsetzen. Allein in Magdalenska Gora grub sie zehn Tumuli mit insgesamt 355 Gräbern aus.
Ihre Grabungen wurden dokumentiert. Ihre Dokumentationen sind nach modernen Gesichtspunkten für die damalige Zeit als durchaus gut zu beurteilen und wurden im Laufe der Zeit immer besser. Ein Großteil der Aufzeichnungen gingen allerdings im Zuge der Weltkriege verloren. Moderne Methoden und Erkenntnisse, etwa die des Geschlossenen Fundes waren ihr bekannt. So wurden Grabfunde in der Regel geschlossen geborgen, exakt beschrieben und aufbewahrt.
Nach den Grabungstagebüchern war der Tagesablauf streng festgelegt. Jeden zweiten Tag arbeitete Marie vor Ort von 9.00 Uhr morgens bis Sonnenuntergang mit. Ihr assistierte ein Sekretär, Gustav Goldberg, der sich um die schriftlichen Arbeiten kümmerte und die zwischen zehn und 90 Arbeiter anwies. In späteren Jahren beschäftigte sie professionelle Zeichner und Fotografen. Sie stand mit archäologischen Größen ihrer Zeit, so Oscar Montelius oder Joseph Déchelette, in brieflicher Verbindung. Beide besuchten die Ausgrabungen in Stična im Oktober 1913. Ihre Berichte und Artikel in Fachzeitschriften brachten die lang erhoffte fachliche Anerkennung für Maries Werk. Montelius konnte dem Kaiser in Bonn eine weitere Kiste mit Fundstücken wie Gürtelschnallen überreichen. Daraufhin erhielt sie im März 1914 einen erneuten kaiserlichen Scheck. 
Ihre letzte Grabungskampagne begann in Stična am 28. Juli 1914. Nach einer Woche musste sie diese wegen des Ausbruchs des Ersten Weltkriegs abbrechen. Dies bedeutete offenbar das Ende ihrer Ausgrabungen. Da viel aus dem Nachlass nicht erhalten ist, ist nicht bekannt, ob sie sich auch später noch archäologisch betätigte. 
In ihrer neunjährigen Ausgrabungstätigkeit hatte sie mehr als 20.000 Objekte aus mehr als 1000 Gräbern auf 21 Ausgrabungsstätten ans Licht gebracht.

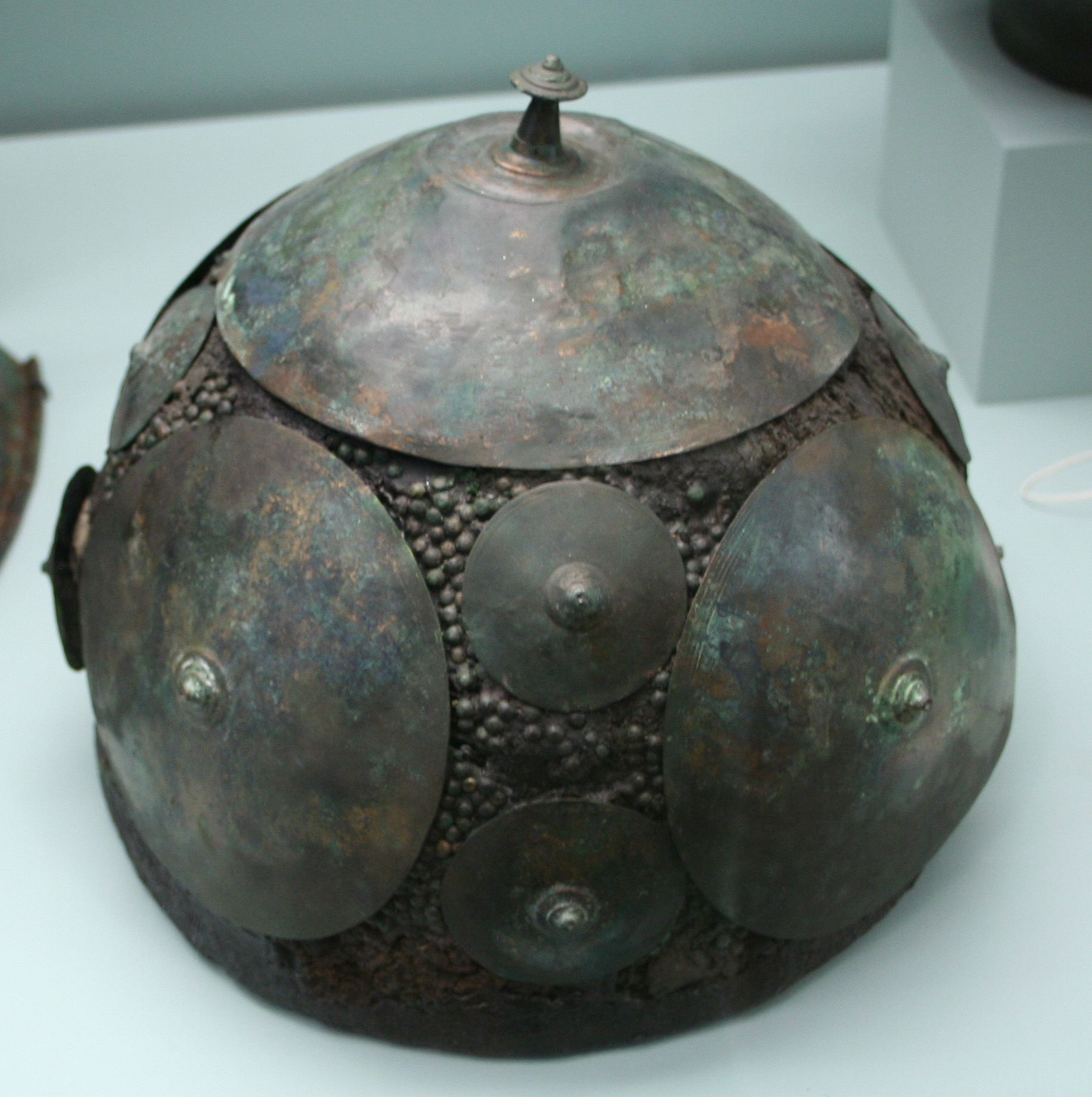
Schüsselhelm aus Stična im Museum für Vor- und Frühgeschichte (Berlin).
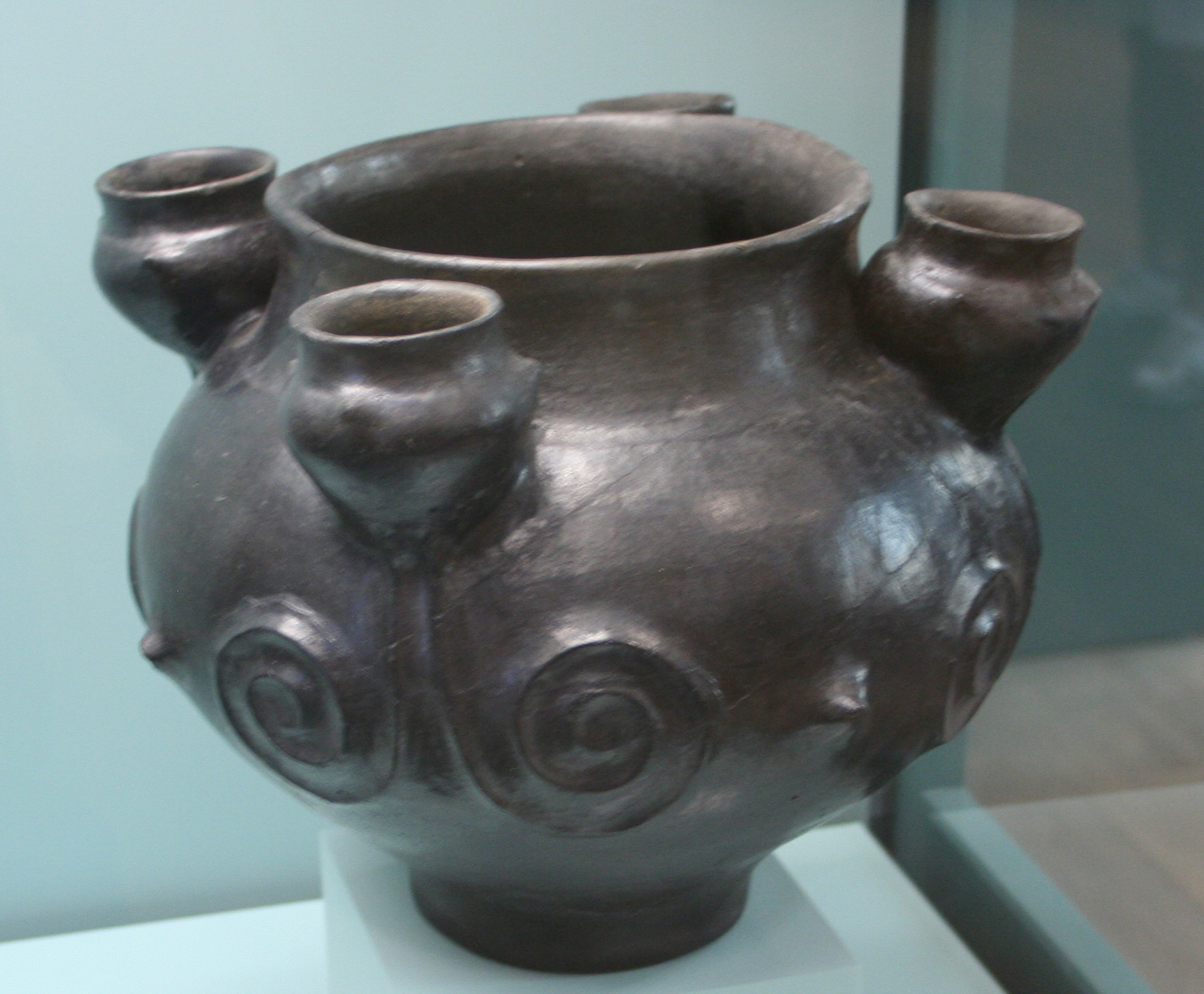
Pseudokernos (Prunkgefäß) aus Stična im Museum für Vor- und Frühgeschichte (Berlin).
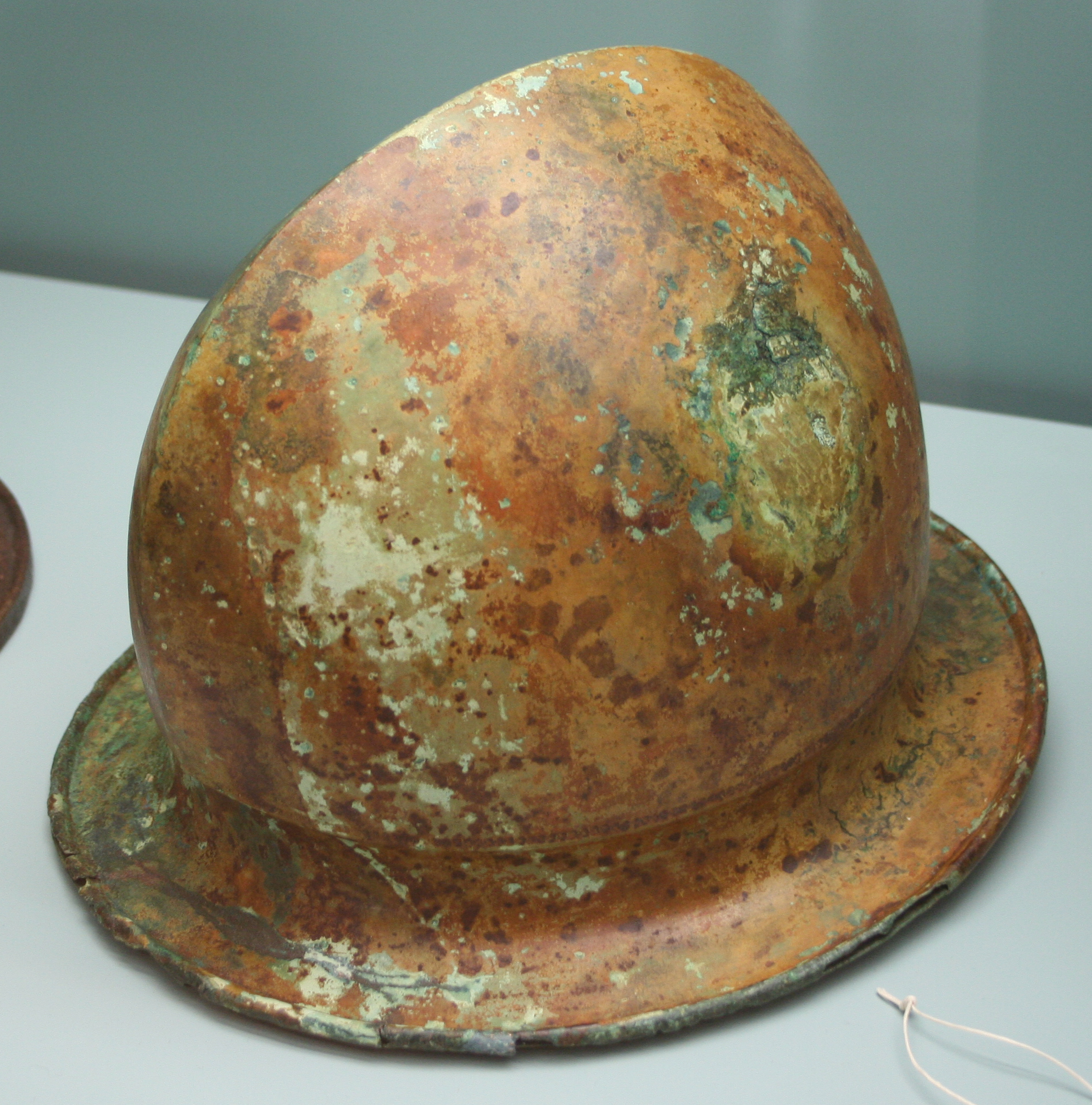
Helm aus Vače im Museum für Vor- und Frühgeschichte (Berlin).
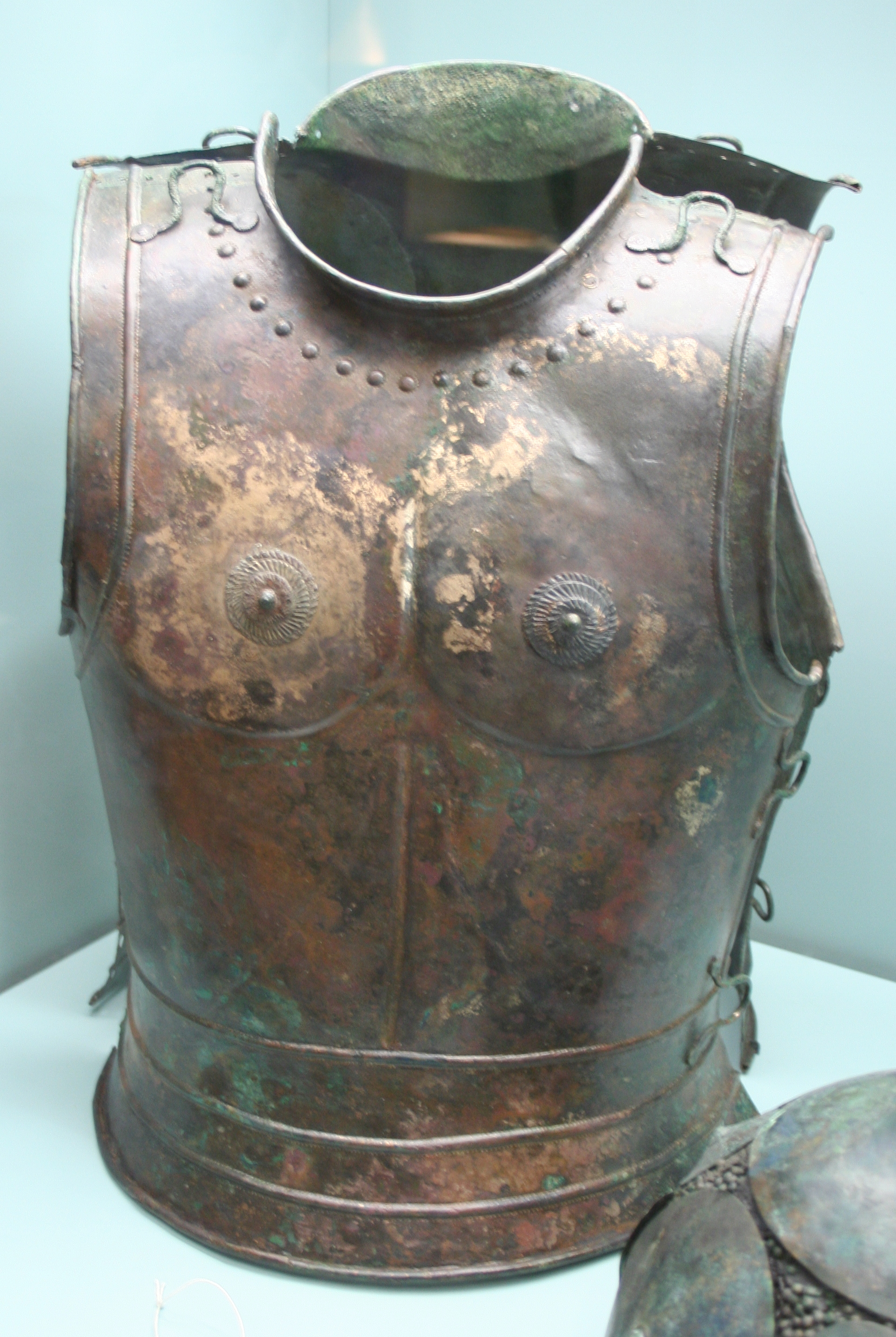
Von Marie ausgegraben und Kaiser Wilhelm II. geschenkt: Kürass von Stična, heute im Museum für Vor- und Frühgeschichte (Berlin).
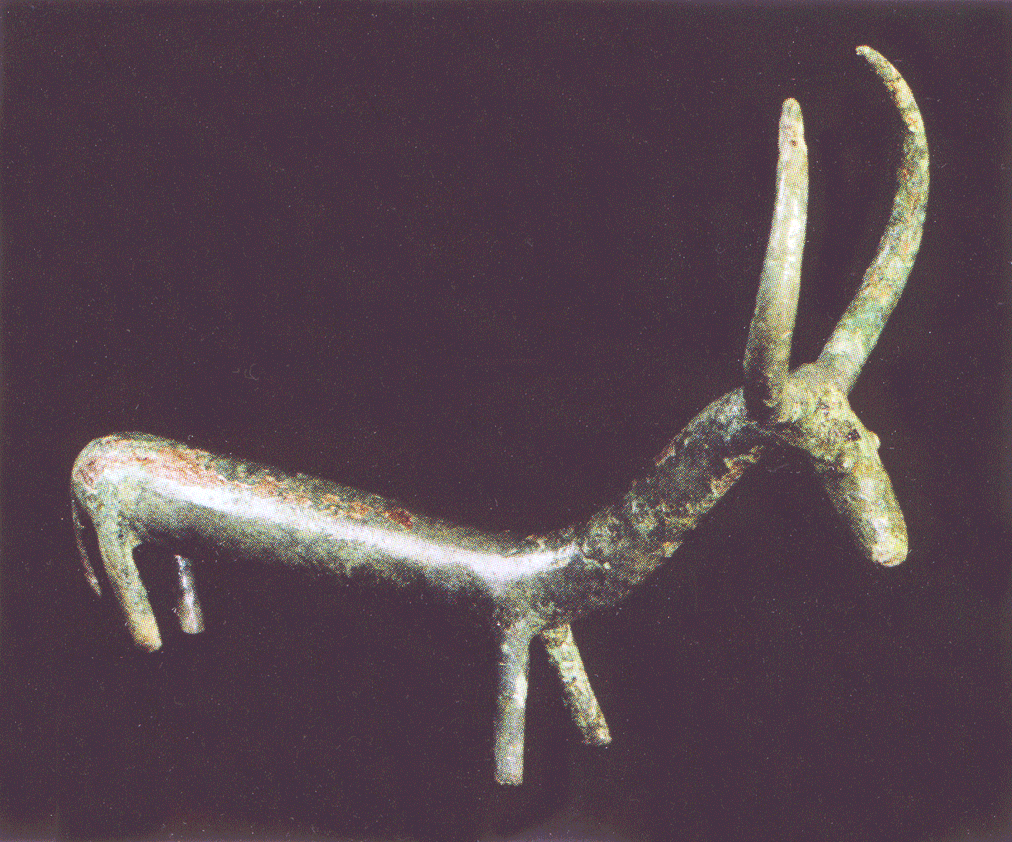
Stierfigur aus Bronze; aus den Grabungen der Herzogin im Jahr 1907.

## Sammlung
Die Sammlung Maries, die 72 große Kisten füllte, war als Folge des Ersten Weltkriegs beschlagnahmt und ins Nationalmuseum (Narodni muzej Slovenije) nach Ljubljana verbracht worden. In den 1920er Jahren versuchte Marie, durch Eingaben an König Alexander I. eine Rückgabe zu erreichen.
Unmittelbar nach dem Tod Maries im Juli 1929 gelang es ihrer Tochter und Erbin Marie Antoinette, dass König Alexander, der zu diesem Zeitpunkt mit einer Königsdiktatur regierte, die Rückgabe veranlasste. Das Nationalmuseum behielt einen repräsentativen Querschnitt. 1932 übergab Marie Antoinette die Sammlung dem Auktionshaus American Art Association, Anderson Galleries, Inc. in New York City, um sie zu veräußern. Das Auktionshaus veranlasste eine eingehende Katalogisierung durch ein Team führender europäischer Prähistoriker unter der Leitung von Adolf Mahr. Der Katalog, der 131 Seiten umfasst, erschien 1934. Bei der Auktion am 1. Dezember 1934 fand sich jedoch kein Käufer für das zu diesem Zeitpunkt ungewöhnliche Sammlungsgut, der bereit und in der Lage war, die von Marie Antoinette geforderten 250.000 Dollar aufzubringen. Hugh Hencken, der Direktor des Peabody Museum of Archaeology and Ethnology der Harvard University, konnte anschließend den Teilbestand aus Magdalenska Gora erwerben, einen weiteren Teil erwarb das Ashmolean Museum in Oxford. Der große Rest blieb zunächst bei Anderson auf Lager. Nach dem Konkurs der Anderson Galleries fünf Jahre später gelang es Hencken, auch den Rest für das Peabody Museum zu erwerben. Sie wurden dort erforscht und katalogisiert und waren zuletzt 2006 Gegenstand einer Sonderausstellung.
Die Stücke, die sie und Görtz nach Berlin gebracht hatten, wurden zunächst im Berliner Schloss und ab 1920 im Völkerkundemuseum ausgestellt. Sie kamen nach 1945 als Beutekunst nach Leningrad und von dort 1977 nach Leipzig. Erst nach der Wiedervereinigung kehrten sie in das neugestaltete Berliner Museum für Vor- und Frühgeschichte zurück.

### Zur Sammlung
- Adolf Mahr (Hrsg.): Prehistoric grave material from Carniola. Excavated in 1905–14 by H.H. the late Duchess Paul Friedrich of Mecklenburg (neé Princess Marie of Windischgrätz). Catalogue. = Treasures of Carniola (= American Art Association – Anderson Galleries. Sale 4081). American Art Association – Anderson Galleries Inc., New York NY 1934 (Auktionskatalog).
- Sándor Bökönyi: Data on Iron Age horses of Central and Eastern Europe (= The Mecklenburg Collection. Bd. 1 = American School of Prehistoric Research. Bulletin. Bd. 25, ZDB-ID 223123-2). Peabody Museum, Cambridge MA 1968.
- Hugh Hencken: The Iron Age Cemetery of Magdalenska Gora in Slovenia (= The Mecklenburg Collection. Bd. 2 = American School of Prehistoric Research. Bulletin. Bd. 32). Peabody Museum, Cambridge MA 1978.
- Peter S. Wells:  The Emergence of an Iron Age Economy. The Mecklenburg Grave Groups from Hallstatt and Stična (= The Mecklenburg Collection. Bd. 3 = American School of Prehistoric Research. Bulletin. Bd. 33). Peabody Museum, Cambridge MA 1981, ISBN 0-87365-536-2.
- Claus Dobiat: Funde aus der Sammlung Mecklenburg (= Kleine Schriften aus dem Vorgeschichtlichen Seminar Marburg. Bd. 12, ISSN 0724-424X). Moreland & Co., Marburg 1982.
- Gloria Polizzotti Greis: A Noble Pursuit. The Duchess of Mecklenburg Collection from Iron Age Slovenia (= Peabody Museum Collection Series). Peabody Museum Press, Cambridge MA 2006, ISBN 0-87365-404-8.